# Wybory parlamentarne w Szwajcarii w 2007 roku
Wybory parlamentarne w Szwajcarii odbyły się 21 października 2007. Przeprowadzono równolegle wybory do Rady Narodowej i Rady Kantonów.

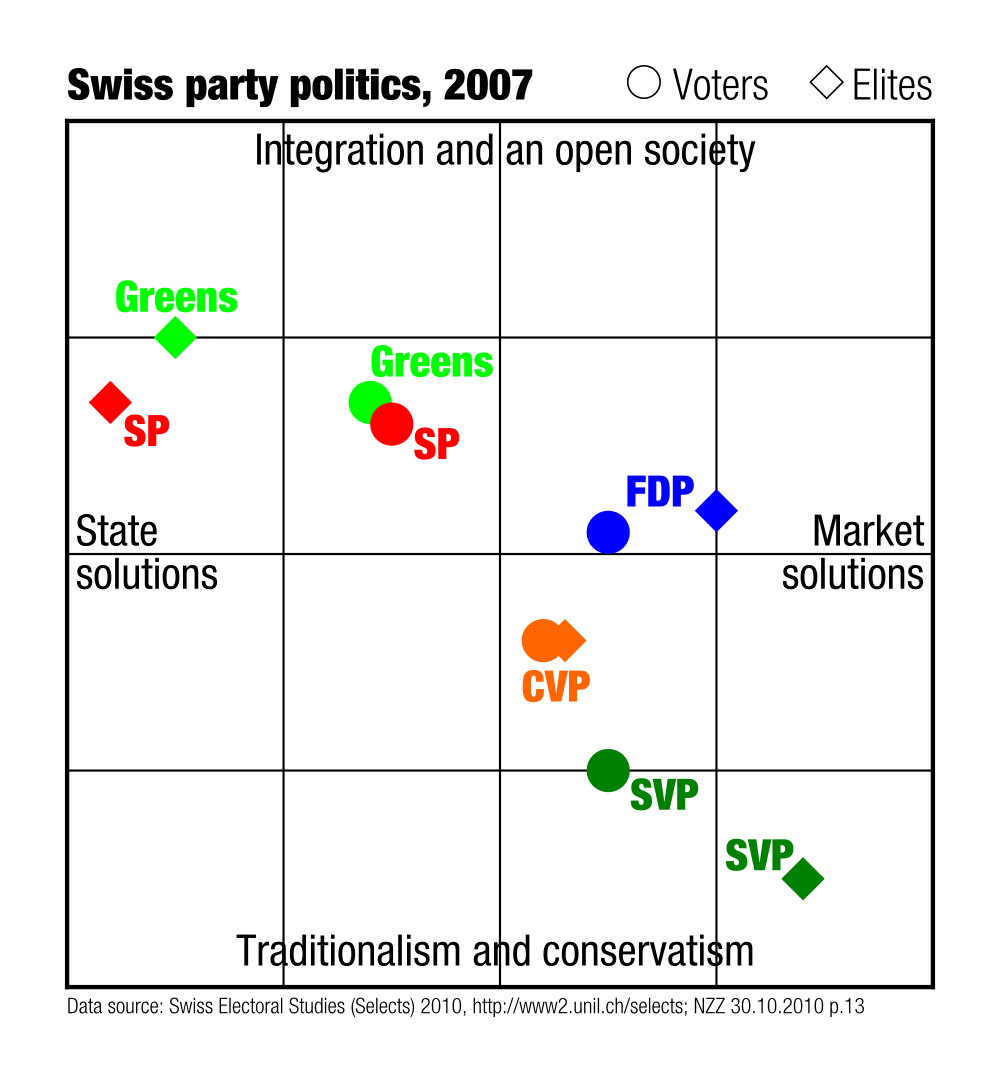
Szwajcarska scena polityczna w 2007 w podziale dwuosiowym

Wybory wygrała Szwajcarska Partia Ludowa (SVP) z wynikiem 29%. Drugą siłą w parlamencie została Socjaldemokratyczna Partia Szwajcarii (SPS) z wynikiem 19,1%, dalej uplasowały się: Radykalno-Demokratyczna Partia Szwajcarii 15%, Chrześcijańsko-Demokratyczna Partia Ludowa Szwajcarii 15%, Zieloni 11%.
Walka wyborcza w ostatnich dniach bardzo przybrała na sile, odbyły się liczne protesty organizacji lewicowych przeciwko darzonej największym poparciem SVP. Partia ta zaostrzyła konflikt między skrajną prawicą a resztą społeczeństwa publikując kontrowersyjne plakaty wyborcze. Na plakatach tych przedstawiono trzy białe owce, symbolizujące rdzennych szwajcarów broniące się przed czarną owcą - symbolem niechcianych imigrantów. Według SVP zbyt liberalne przepisy imigracyjne są przyczyną znacznego wzrostu przestępczości w Szwajcarii.
Według opozycji takie poglądy to objaw skrajnej ksenofobii i rasizmu. W związku z tym na wielu plakatach SVP namalowano swastyki.

## Wyniki wyborów
|  | Lista                                                 | Liczba głosów | %    | +/- | Mandaty | +/- |
|  | ----------------------------------------------------- | ------------- | ---- | --- | ------- | --- |
|  | Szwajcarska Partia Ludowa                             | 666 728       | 28,9 | 2,2 | 62      | 7   |
|  | Socjaldemokratyczna Partia Szwajcarii                 | 450 308       | 19,5 | 3,8 | 43      | 9   |
|  | Radykalno-Demokratyczna Partia Szwajcarii             | 363 060       | 15,8 | 1,5 | 31      | 5   |
|  | Chrześcijańsko-Demokratyczna Partia Ludowa Szwajcarii | 333 527       | 14,5 | 0,1 | 31      | 3   |
|  | Zieloni                                               | 220 785       | 9,6  | 2,2 | 20      | 7   |
|  | Szwajcarska Partia Liberalna                          | 42 356        | 1,8  |     | 4       |     |
|  | Partia Zielonych Liberałów                            | 33 104        | 1,4  | 1,4 | 3       | 3   |
|  | Ewangelicka Partia Ludowa                             | 56 362        | 2,4  | 0,1 | 2       | 1   |
|  | Federalna Unia Demokratyczna                          | 29 549        | 1,3  |     | 1       | 1   |
|  | Szwajcarska Partia Pracy                              | 16 649        | 0,7  |     | 1       | 1   |
|  | Liga Ticino                                           | 13 031        | 0,6  | 0,3 | 1       |     |
|  | Partia Chrześcijańsko-Socjalna                        | 9 985         | 0,4  |     | 1       |     |
|  | Szwajcarscy Demokraci                                 | 12 342        | 0,5  | 0,5 | 0       | 1   |
|  | Solidarities                                          | 8 670         | 0,4  | 0,1 | 0       | 1   |
|  | Lista Alternatywna                                    | 4 582         | 0,2  | 0,3 | 0       | 1   |
|  | Partia Wolności Szwajcarii                            | 2 292         | 0,1  | 0,1 | 0       |     |
|  | inni                                                  | 40 776        | 1,8  |     | 0       |     |
|  | Razem                                                 | 2 330 383     | 100  |     | 200     |     |